# 폴 월버그
폴 월버그(Paul Wahlberg, 1964년 3월 20일 ~ )는 미국의 셰프, 배우, 텔레비전 진행자이다.